# 南極条約
南極条約（なんきょくじょうやく、英: The Antarctic Treaty）は、南極地域の平和的利用や領有権凍結等を定めた多国間条約である。

## 概要
南極は気象条件が厳しいため人の定住が困難であり、長い間未踏の地であった。1957年から1958年の国際地球観測年で、南極における調査研究に国際協力体制を築いていた日本・アメリカ合衆国・イギリス・フランス・ソビエト連邦（継承国の現ロシア）・アルゼンチン・オーストラリア・ベルギー・チリ・ニュージーランド・ノルウェー・南アフリカの12か国が、南極の平和的目的利用のため、1959年12月1日に南極条約を採択した。南極大陸（全ての氷棚を含む南緯60度以南の地域）が条約の対象地域となっている。条約の概要は下記のとおり。
- 南極地域の平和的利用（軍事的利用の禁止）
- 科学的調査の自由と国際協力
- 南極地域における領土主権、請求権の凍結
- 核爆発、放射性廃棄物の処分の禁止
- 条約の遵守を確保するための監視員の設置
- 南極地域に関する共通の利害関係のある事項についての協議の実施
- 条約の原則および目的を促進するための措置を立案する会合の開催

研究基地と各国が主張した領有権を示した図。

それまで、南極の領有権については、1908年にイギリスが南緯50度以南、西経20度から80度に至る範囲の諸島の領有を主張したのをきっかけに、他の国も南極の一定区画の地域の領有の主張を行っていた。国際法における国家領域取得根拠としては先占 (occupation) があるが、南極はその気象などのため実効的支配が困難であり先占の法理をそのまま適用するのは無理があるとして、先占がなくても一定の範囲で領域の取得を認めるとするセクター主義が主張された。セクター主義には反対する国家も多く、国際法として確立しているわけではなかったが、科学技術の進歩によって実効的支配の可能性も否定できなくなってきていた。本条約の第4条において、領有権主張は、締約国の新規や拡大の主張は禁止されるが、同時に領有権主張の放棄は意味しないとも明記されており、各国の主張は凍結状態とされる。
日本をはじめ条約締結国の大多数は不承認であるものの、該当面積が広い順に オーストラリア、ノルウェー、イギリス、ニュージーランド、フランスの5カ国は、条約発効以前より それぞれが主張する地域を重ならないよう調整したうえで相互に領有権を承認している。ゆえにそれら南極の各地域はこの5ヵ国の国内において長期間、一貫して固有の領土・領海として認識され続けている点には留意する必要があり、近年もその主張に沿う動きがみられる。
また、南極が、もっぱら平和的目的にのみ利用されるべきと定め、一切の軍事利用を禁止するとともに、その実施を確保するため、地上および空中の自由な査察制度を設けることとした。平和利用では、将来、国際協定で認められない限り、すべての核爆発と放射性廃棄物の処分を禁止している。この平和利用のための核爆発をどうするか最後まで揉めたが、結局日本の斡旋により、将来一般協定ができれば、南極にも適用するが、それまで一切禁止するという線でまとまった。
南極における科学観測を行っている国家は、南極条約協議国会議に参加ができ、そこでは情報交換や様々な条約をはじめ南極に関する各種の協議を行っている。また、南極の自然保護に関する追加の条約も結ばれてきており、1972年には南極のあざらしの保存に関する条約、1980年には南極の海洋生物資源の保存に関する条約、1991年には環境保護に関する南極条約議定書等が採択されている。2004年9月1日にはブエノスアイレスに南極条約事務局（ATS）が設置された。

## 会議
南極条約協議国会議（ATCM）は、南極条約事務局（ATS）が毎年開催する南極の管理や運営のための国際的な会議である。
この会議では、54の条約締結国のうち29カ国のみが意思決定に参加する権利を持っているが、残りの25カ国も参加することができる。
この29カ国には、最初期の署名国12カ国に加え、南極での科学活動を行うことに関心を示している17カ国が含まれる。
また、南極条約には、頻度は低いものの、より重要なテーマを扱うために召集される、特別南極条約協議会（SATCM）と、専門家会議がある。

## 締約国一覧

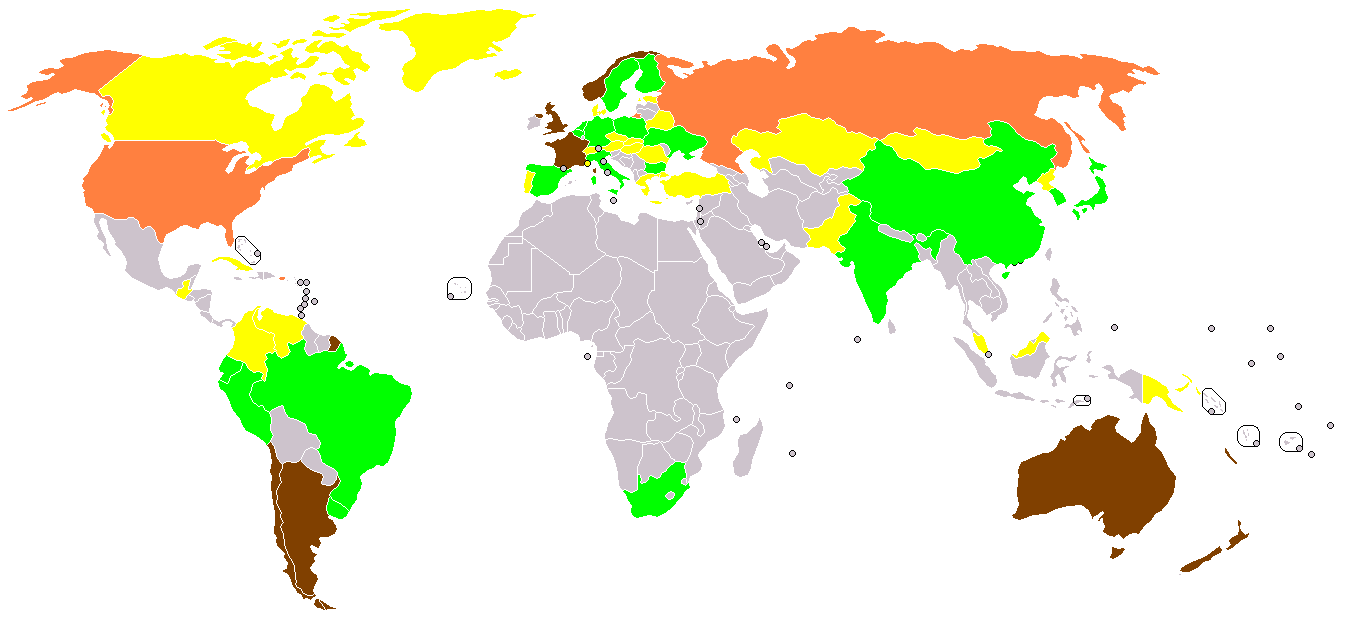
署名、協議国、領有権を主張
署名、協議国、領有権の主張を留保
署名、協議国
署名
未署名
地図は2023年1月現在

2023年5月現在の加盟国を以下に示す。
南極条約協議国（29か国）
南極において観測基地の設営や学術調査を継続的に実施している国
- アメリカ合衆国
- アルゼンチン
- イギリス
- イタリア
- インド
- ウクライナ
- ウルグアイ
- エクアドル
- オーストラリア
- オランダ
- スウェーデン
- スペイン
- 大韓民国
- チェコ
- 中華人民共和国
- チリ
- ドイツ
- 日本
- ニュージーランド
- ノルウェー
- フィンランド
- ブラジル
- フランス
- ブルガリア
- ペルー
- ベルギー
- ポーランド
- 南アフリカ共和国
- ロシア

その他の条約締約国（27か国）
- アイスランド
- エストニア
- オーストリア
- カザフスタン
- カナダ
- コスタリカ
- キューバ
- ギリシャ
- グアテマラ
- コロンビア
- スイス
- サンマリノ
- スロバキア
- スロベニア
- 朝鮮民主主義人民共和国
- デンマーク
- トルコ
- パキスタン
- パプアニューギニア
- ハンガリー
- ベネズエラ
- ベラルーシ
- ポルトガル
- マレーシア
- モナコ
- モンゴル
- ルーマニア